# Dove porta il fiume
Dove porta il fiume (Deliverance) è un romanzo di James Dickey. Da quest'opera è stato tratto Un tranquillo weekend di paura, il film del 1972 diretto da John Boorman.